# Död men drömmande
Död men drömmande: H P Lovecraft och den magiska modernismen är en litteraturkritisk bok om den amerikanske skräckförfattaren H. P. Lovecraft, skriven av den svenske forskaren och författaren Mattias Fyhr och släppt 2006. Fyhr diskuterar i boken de modernistiska teman som inspirerade Lovecraft, samt Lovecrafts åsikter och intressen inom religion, spiritualism och vetenskap (speciellt astronomi).